# Министерство иностранных дел Ирана
Министерство иностранных дел Исламской Республики Иран (перс. وزارت امور خارجه جمهوری اسلامی ایران‎) — государственный орган исполнительной власти Исламской Республики Иран, осуществляющий государственное управление в области отношений Ирана с иностранными государствами и международными организациями.
Министерство подведомственно Правительству Ирана по вопросам, закреплённым за ним Конституцией исламской республики, либо в соответствии с Законом Исламской Республики Иран о Министерстве иностранных дел.
Возглавляется министром иностранных дел; с 20 мая 2024 года пост занимает Али Багери.

## История
Министерство иностранных дел является старейшим государственным органом Ирана. Ведомство внешнеполитических сношений в было учреждено в 1821 году. Первым главой внешнеполитического ведомства был Мирза Абдолваххаб Нешат Мотамед ад-Даула, который занимал это пост в 1821—1823 годах.
В 1824 году Фатх-Али шах назначил министром иностранных дел Ирана Мирза Абул-Хасана Ширази.

## Деятельность Министерства иностранных дел
Министерство иностранных дел — государственный орган исполнительной власти, осуществляющий функции по выработке и реализации государственной политики и нормативно-правовому регулированию в сфере международных отношений Исламской Республики Иран.
Главная задача министерства — разработка общей стратегии внешней политики, представление соответствующих предложений Правительству Ирана и реализация внешнеполитического курса.
МИД осуществляет свою деятельность непосредственно и через дипломатические представительства и консульские учреждения Ирана, представительства Ирана при международных организациях. 
Министерство иностранных дел возглавляет министр иностранных дел, назначаемый на должность Меджлисом по представлению Президентом Ирана. 

### Министр иностранных дел
Министр иностранных дел — глава внешнеполитического ведомства. Министр представляет Иран на двусторонних и многосторонних переговорах и подписывает международные договоры; распределяет обязанности между своими заместителями и директорами департаментов; утверждает положения о структурных подразделениях центрального аппарата; назначает на должность руководящих работников центрального аппарата, заграничных учреждений. 

### Заместители министра иностранных дел
По состоянию на январь 2017 года заместителями министра являются:
- Мортеза Сармади — первый заместитель министра иностранных дел
- Маджид Тахтраванчи — заместитель министра по отношениям со странами Европы, Северной и Южной Америки
- Аббас Аракчи — заместитель министра по правовым и международным вопросам
- Хосейн Джабери-Ансари — заместитель министра по отношениям со странами Африки и Ближнего Востока
- Мехди Данеш-Йазди — заместитель министра по административным и исполнительным вопросам
- Ибрахим Рахимпур — заместитель министра по отношениями со странами Азии и Тихоокеанского региона
- Хасан Кашкави — заместитель министра по делам парламента, консульских учреждений и зарубежных иранцев
- Бахрам Касеми — Пресс-секретарь и руководитель Центра по связям с общественностью и средствами массовой дипломатии
- Мохаммад-Казем Саджжадпур — Руководитель Центра по международному образованию и научным исследованиям

## Структура
Структура центрального аппарата МИД Ирана включает в себя подразделения, которые в своём большинстве именуются департаментами.
- Департамент стран Африки и Ближнего Востока
- Департамент стран Европы и Северной и Южной Америки
- Департамент стран Азии и Тихоокеанского региона

## Подведомственные организации
- Центр международного образования и научных исследований
- Институт политических и международных исследований

## Министры иностранных дел Ирана
| №                         | ФИО                                          | Начало полномочий | Окончание полномочий |
| ------------------------- | -------------------------------------------- | ----------------- | -------------------- |
| Династия Каджаров         |                                              |                   |                      |
| 1                         | Мирза Абдолваххаб Нешат Мотамед-од-Доуле     | 1821              | 1823                 |
| 2                         | Мирза Абуль-Хасан-хан Ширази                 | 1823              | 1834                 |
| 3                         | Мирза Али Фарахани                           | 1834              | 1835                 |
| 4                         | Мирза Масуд-хан Ансари                       | 1835              | 1838                 |
| 5                         | Мирза Абуль-Хасан-хан Ширази                 | 1838              | 1846                 |
|                           | Гаджи Мирза Агаси и. о. министра             | 1846              | 1846                 |
| 6                         | Мирза Масуд-хан Ансари                       | 1846              | 1849                 |
|                           | Амир-Кабир и. о. министра                    | 1849              | 1851                 |
| 7                         | Мирза Мохаммад-Али-хан Ширази                | 18 июля 1851      | 10 февраля 1852      |
| 8                         | Мирза Саид-хан Ансари                        | 1853              | 1873                 |
| 9                         | Мирза Гусейн-хан Сипахсалар                  | 11 декабря 1873   | 1880                 |
| 10                        | Мирза Саид-хан Ансари                        | 1880              | 1884                 |
| 11                        | Мирза Махмуд-хан Карагёзлу (Насир аль-Мульк) | 1884              | 1886                 |
| 12                        | Мирза Яхья-хан Мушир ал-Даула                | 5 февраля 1886    | 1 августа 1887       |
| 13                        | Мирза Аббас-хан Кавам ал-Даула               | 1887              | 29 июня 1896         |
| 14                        | Мирза Мохсен-хан Мушир ал-Даула              | 1886              | 1899                 |
| 15                        | Мирза Насрулла Хан                           | 1899              | 1906                 |
| 16                        | Мирза Мухаммед Али-хан Ала ус-Салтане        | 1906              | 15 сентября 1907     |
| 17                        | Джавад Са‘д ал-Даула                         | 1907              | 1907                 |
| ...                       | ...                                          | ...               | ...                  |
| Династия Пехлеви          |                                              |                   |                      |
| 1                         | Фируз-мирза Носрат ал-Даула                  | 1 октября 1925    | 1 октября 1938       |
| 2                         | Мирза Али-хан Сухейли                        | 1 октября 1938    | 7 марта 1939         |
| 3                         | Мозаффар Алам                                | 7 марта 1939      | 20 апреля 1943       |
| 4                         | Хосейн Ала'                                  | 25 апреля 1943    | 2 марта 1945         |
| 5                         | Махмуд Салехи                                | 2 марта 1945      | 2 мая 1945           |
| 6                         | Мохсен Раис                                  | 2 мая 1945        | 4 мая 1945           |
| 7                         | Бакер Каземи                                 | 4 мая 1945        | 7 апреля 1946        |
| 8                         | Хосейн Навваб                                | 7 апреля 1946     | 28 апреля 1951       |
| 9                         | Бакер Каземи                                 | 28 апреля 1951    | 16 июля 1952         |
| 9                         | Хосейн Навваб                                | 21 июля 1952      | 16 сентября 1952     |
| 9                         | Хосейн Фатеми                                | 16 сентября 1952  | 19 августа 1953      |
| 10                        | Абд ал-Хусайн Мефтах                         | 19 августа 1953   | 7 апреля 1953        |
| 11                        | Фазлоллах Захеди                             | 7 апреля 1953     | 29 апреля 1953       |
| 12                        | Абдулла Энтезам                              | 29 апреля 1953    | 29 апреля 1958       |
| 13                        | Али-Кули Ардалан                             | 29 апреля 1958    | 30 декабря 1959      |
| 14                        | Аббас Арам                                   | 30 декабря 1959   | 30 июля 1960         |
| 15                        | Джафар Шариф-Эмами                           | 30 июля 1960      | 1 декабря 1960       |
|                           | Хосейн Кудс-Нахаи и. о. министра             | 1 декабря 1960    | 30 декабря 1960      |
| 16                        | Аббас Арам                                   | 30 декабря 1960   | 3 марта 1966         |
| 17                        | Ардешир Захеди                               | 3 марта 1966      | 14 января 1973       |
| 18                        | Аббас-Али Халатбари                          | 14 января 1973    | 14 января 1978       |
| 19                        | Амир Хосров Афшар                            | 14 января 1978    | 1 февраля 1979       |
| 20                        | Ахмад Мир-Фендерески                         | 1 февраля 1979    | 11 февраля 1979      |
| Исламская Республика Иран |                                              |                   |                      |
| 1                         | Карим Санджаби                               | 11 февраля 1979   | 1 апреля 1979        |
|                           | Мехди Базарган и. о. министра                | 1 апреля 1979     | 12 апреля 1979       |
| 2                         | Ибрагим Язди                                 | 12 апреля 1979    | 12 ноября 1979       |
| 3                         | Абольхасан Банисадр                          | 12 ноября 1979    | 29 ноября 1979       |
| 4                         | Садек Готбзаде                               | 29 ноября 1979    | 3 августа 1980       |
| 5                         | Мохаммад-Карим Ходапанахи                    | 3 августа 1980    | 11 марта 1981        |
|                           | Мохаммад-Али Раджаи и. о. министра           | 11 марта 1981     | 15 августа 1981      |
| 6                         | Мир-Хосейн Мусави                            | 15 августа 1981   | 15 декабря 1981      |
| 7                         | Али-Акбар Велаяти                            | 15 декабря 1981   | 20 августа 1997      |
| 8                         | Камаль Харази                                | 20 августа 1997   | 24 августа 2005      |
| 9                         | Манучехр Моттаки                             | 24 августа 2005   | 13 декабря 2010      |
| 10                        | Али-Акбар Салехи                             | 13 декабря 2010   | 15 августа 2013      |
| 11                        | Мохаммад-Джавад Зариф                        | 15 августа 2013   | 25 августа 2021      |
| 12                        | Хосейн Амир Абдоллахиян                      | 25 августа 2021   | 19 мая 2024          |
|                           | Али Багери и. о. министра                    | 20 мая 2024       |                      |